# Malovčić
Malovčić ist ein slawischer Familienname.

## Namensträger
- Džemal Malovčić (1947–1992), bosnischer Folk-Sänger und Bruder von Kemal Malovčić
- Edita Malovčić (* 1978), bosnisch-österreichische Schauspielerin und Sängerin; Tochter von Kemal Malovčić
- Kemal Malovčić (* 1946), bosnischer Folk-Sänger